# Deifontes
|  | Per a altres significats, vegeu «Deifontes (mitologia)». |

Deifontes és un municipi situat en la part septentrional de la Vega de Granada (província de Granada), a uns 25 km de la capital provincial.
Aquesta localitat limita amb els municipis de Albolote, Iznalloz, Cogollos Vega, Nívar, Güevéjar i Calicasas Per ell passen els rius Blanc i Cubillas.